# Matusalemme (albero)
Matusalemme è un pino dai coni setolosi (Pinus longaeva) considerato tra gli alberi più vecchi al mondo. 
Si trova nelle White Mountains della California, nella contea di Inyo nella California orientale.
La sua germinazione è stata stimata al 2832 a.C., per cui la sua età al 2025 è di 4 857 anni.
Questo ne fa il più vecchio albero conosciuto, e anche il più vecchio organismo vivente non appartenente ad un gruppo clonalet, cioè ad una colonia clonata.
L'albero prende il nome dal patriarca Matusalemme, che visse secondo la Bibbia 969 anni e che rappresenta in molte culture un simbolo di longevità.

## Localizzazione
Si trova ad una quota di 2.900-3.000 metri s.l.m. nella "Ancient Bristlecone Pine Forest" delle White Mountains, in una zona chiamata Methuselah Grove, poco distante dal confine col Nevada. È alto 8-9 metri.
Il servizio forestale degli Stati Uniti non ha mai rivelato la sua esatta ubicazione per precauzione contro possibili vandalismi, sebbene la posizione dell'albero sia ora ampiamente conosciuta e disponibile su Internet a seguito di una fuga di notizie nel 2021 dopo che le foto dell'albero esatto sono state trovate in un articolo del National Geographic e presentate in un documentario.

## Definizione dell'età dell'albero
L'affermazione che Matusalemme sia l'albero più antico del mondo è controversa.
Matusalemme aveva 4.789 anni quando venne campionato nel 1957 da Edmund Schulman e Tom Harlan, con una data di germinazione stimata del 2833 a.C.
Il dendrocronologo Matthew Salzer dell'Università dell'Arizona non è stato in grado di riprodurre la stima dell'età di Schulman, a causa della mancanza di un nucleo. La stima di Salzer è di circa 4.666 anni.
Dopo che David Bellamy stimò che il tasso chiamato Llangernyw Yew avesse 4.000-5.000 anni "utilizzando tutti i dati disponibili", e che il tasso europeo chiamato Fortingall Yew, con la sua circonferenza compresa tra 16 e 17 metri avesse 5.000 anni, Matusalemme potrebbe aver perso il titolo di albero non clonale più antico del mondo. 

## Altripini dai coni setolosilongevi

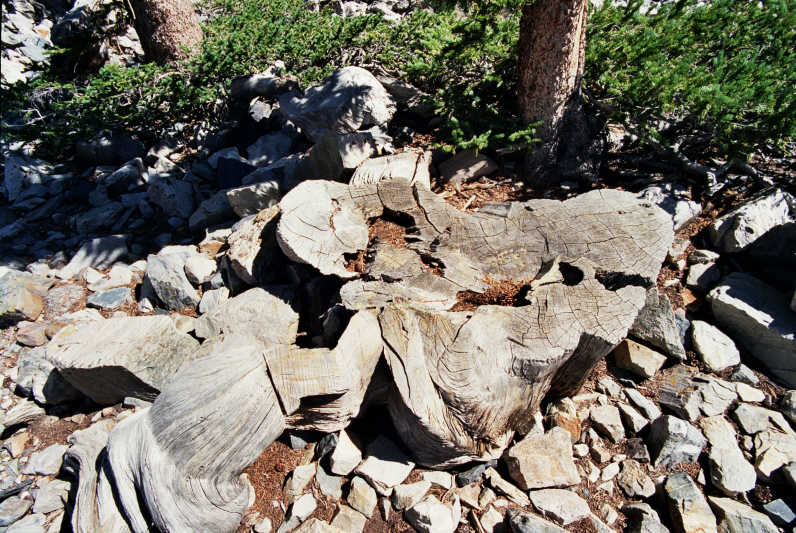
La base del tronco tagliato di Prometeo

Un esemplare di pino dai coni setolosi ancora più vecchio, chiamato Prometeo, aveva 4.844 anni quando fu abbattuto nel 1964.
Secondo quanto riferito, un vecchio pino dai coni setolosi sarebbe stato  scoperto da Tom Harlan nel 2009, sulla base di un campione raccolto nel 1957. Secondo Harlan, l'albero aveva 5.062 anni ed era ancora vivo nel 2010. Tuttavia né l'albero né il campione furono localizzati dopo la morte di Harlan nel 2013.